# C25H24FNO
化学式C25H24FNO（摩尔质量：373.471 g/mol）可能指：
- MAM-2201，CAS号：1354631-24-5
- KRH102140，CAS号：864769-01-7
- N-(4-氟苄基)-2-甲基-2-苯乙基-2H-1-苯并吡喃-6-胺，CAS号：864769-03-9